# 马尔坦维尔 (卡尔瓦多斯省)
马尔坦维尔（法語：Martainville）是法国卡尔瓦多斯省的一个市镇，属于卡昂区（Caen）蒂里阿尔库尔县（Thury-Harcourt）。该市镇总面积5.84平方公里，2009年时的人口为119人。

## 人口
马尔坦维尔人口变化图示
| 数据来源：INSEE |